# Calmoutier
Calmoutier település Franciaországban, Haute-Saône megyében. Lakosainak száma 268 fő (2022. január 1.). Calmoutier Saulx, Colombotte, Dampvalley-lès-Colombe, Liévans, Montcey, Noroy-le-Bourg és Velleminfroy községekkel határos.

## Népesség
A település népességének változása:
| Lakosok száma | 250  | 259  | 266  | 266  | 271  | 275  | 277  | 272  | 268  |
|               | 2013 | 2015 | 2016 | 2017 | 2018 | 2019 | 2020 | 2021 | 2022 |